# Wingene
Wingene je obec v provincii Západní Flandry v Belgii.

## Geografie
Wingene se nachází v arrondissementu Tielt.
Od města Tielt je obec vzdálena 7 km severozápadně vzdušnou čarou, od Brugg 16 km jižně, od Gentu 30 km západně a od Bruselu 80 km západně.

## Obyvatelstvo
K 1. lednu 2017 v obci žilo 14 158 obyvatel na ploše 68,42 km².

## Části obce
Obec Wingene sestává z těchto částí:
- Wingene
- Zwevezele

## Doprava
Nejbližší výjezdy z dálnice se nacházejí u Beernemu a Oostkampu z dálnice A10 a také u Lichtervelde z dálnice A17.
V Tieltu, Lichtervelde, Beernemu a Aalter se nacházejí nejbližší regionální nádraží a v Gentu a Bruggách také staví mezinárodní rychlíky.
U Lille se nachází regionální letiště a u Bruselu se nachází mezinárodní letiště.